# Warhammer 40.000: Space Marine 2
Warhammer 40.000: Space Marine 2 ist ein von Saber Interactive entwickeltes Hack-and-Slay-Computerspiel zum Warhammer-40.000-Franchise. Als Nachfolger von Warhammer 40.000: Space Marine wurde der Third-Person-Shooter im September 2024 durch den Publisher Focus Entertainment für die Systeme Microsoft Windows, PlayStation 5 und Xbox Series X/S veröffentlicht.

## Setting und Gameplay
Warhammer 40.000: Space Marine 2 spielt während des vierten Tyranidenkriegs in der Ära Indomitus, dem Zeitalter des Dunklen Imperiums.
Wie im Vorgänger nimmt der Spieler die Rolle des Space Marine Lt. Demetrian Titus ein, den er aus der Third-Person-Perspektive steuert. Titus wird während der gesamten Kampagne von seinen Space Marines-Kollegen Chairon und Gadriel begleitet, die im kooperativen Mehrspielermodus von bis zu zwei weiteren Spielern bewegt werden können, und im Einzelspielermodus NPCs sind. Anders als im Vorgänger wird Titus in der englischen Sprachausgabe von Clive Standen synchronisiert.
Im Gegensatz zum Vorgänger, wo Orks sowie Anhänger des Chaos als Gegner im Spiel auftraten, treten in Space Marine 2 die Tyraniden und Chaos Marines als Gegner auf.

## Entwicklung und Marketing
Die Entwicklung des Spiels wurde im Dezember 2021 während der The Game Awards angekündigt. Einen Monat später erschien der erste Trailer. Laut Focus Entertainment ist Warhammer 40.000: Space Marine 2 „das größte Projekt in der Geschichte von Focus in Bezug auf Investitionen und Ambitionen“. Im Dezember 2022 wurde das Spiel mit einem zweiten Trailer vorgestellt. Ursprünglich für das Jahr 2023 angekündigt, wurde die Veröffentlichung auf den 9. September 2024 verschoben. Für Vorbesteller wurde Warhammer 40.000: Space Marine 2 am 5. September 2024 veröffentlicht. Im Juni 2023 wurde ein dritter Trailer veröffentlicht. Ein Jahr später folgte ein erster Gameplay-Trailer. Im August 2024 wurde der Multiplayer-Modus des Spiels mit einem Gameplay-Trailer vorgestellt.

## Verkaufsversionen
Warhammer 40.000: Space Marine 2 wurde in drei Verkaufsversionen veröffentlicht. Eine Version, die ausschließlich aus dem Spiel selbst besteht sowie eine Gold Edition und eine Collector’s edition. Die Gold- und Collector’s Edition beinhalten über dem Spiel hinaus noch ein DLC namens Macragge’s Chosen und können bereits drei Tage vor dem offiziellen Veröffentlichungsdatum gespielt werden. Die Collector’s Edition enthält darüber hinaus mehrere Merchandise-Produkte.

## Rezeption
Space Marine 2 erhielt überwiegend positive Rezensionen. Das deutschsprachige Computerspiele-Magazin GameStar lobt die Präsentation, kritisiert aber das Fehlen von Abwechslung im Missionsdesign. Die Highlights biete das Spiel dabei zwar erst gegen Ende, Grafik und Atmosphäre seien aber Spitzenklasse. Das Onlinemagazin 4P beschreibt den Third-Person-Shooter als besonders wuchtig und brutal.

„Warhammer 40.000: Space Marine 2 ist eines der besten Action-Spiele 2024: Es kracht, es knallt und sieht dazu noch fantastisch aus. Das Gesamtpaket aus Story-Kampagne, PvE-Modus und PvP ist zudem ein inhaltsstarkes Brett.“

GamePro vergibt für die Konsolenfassung eine Wertungstendenz von 78–85. Aufgrund technischer Probleme wurde um 3 Punkte abgewertet, das Spiel sei einer der besten Shooter des Jahres, aber auch einer der Ruckeligsten.